# Saint-Bernard, Isère
Saint-Bernard är en kommun i departementet Isère i regionen Auvergne-Rhône-Alpes i sydöstra Frankrike. Kommunen ligger i kantonen Le Touvet som tillhör arrondissementet Grenoble. År 2018 hade Saint-Bernard 635 invånare.

## Befolkningsutveckling
Antalet invånare i kommunen Saint-Bernard
Referens:INSEE